# O Garaxe Hermético
O Garaxe Hermético (El Garaje Hermético) es la primera Escuela profesional de Cómic e Ilustración de Galicia, fundada por Kiko da Silva en 2012 y ubicada en la ciudad española de Pontevedra. Es una escuela privada que ofrece una titulación privada.

## Historia
La escuela fue fundada en 2012 con el objetivo de formar profesionalmente a nuevos autores e ilustradores de cómics. La escuela recibió el nombre de O garaxe hermético en honor a los famosos cómics El garaje hermético (Le Garage hermétique) del francés  Moebius.
Los cursos son impartidos por profesionales en activo del sector, como Fernando Iglesias, Fran Bueno Capeáns, Miguel Porto y el propio Kiko da Silva. La primera promoción de alumnos se graduó en 2015.
Además de los cursos anuales, también se ofrecen cursos magistrales gratuitos de otros profesionales a los alumnos matriculados. Miguelanxo Prado también dirige un seminario mensual sobre cómic.
En 2018, O Garaxe Hermético fue seleccionado para participar en el Concurso Europeo de Escuelas de Cómic, uno de los mayores concursos de ilustración y cómic de Europa.

## Instalaciones
La puerta de O Garaxe Hermético está decorada con ilustraciones creadas para el centro por Miguelanxo Prado. La planta superior de la Escuela está ocupada por la Editorial Retranca.

## Cultura
En marzo de 2023 se celebró en Pontevedra la primera edición del Festival de Cómic de Pontevedra BDra Gráfica, celebrado en el Teatro Principal y en el Museo de Pontevedra.